# Altenhagen (Kröpelin)
Altenhagen is een plaats in de Duitse deelstaat Mecklenburg-Voor-Pommeren en maakt deel uit van de gemeente Kröpelin in het Landkreis Rostock.